# Bộ trưởng Bộ Tư pháp (Việt Nam)
Bộ trưởng Bộ Tư pháp nước Cộng hòa Xã hội chủ nghĩa Việt Nam, thường được gọi tắt là Bộ trưởng Bộ Tư pháp, là thành viên Chính phủ Việt Nam đứng đầu Bộ Tư pháp chịu trách nhiệm quản lý trong lĩnh vực tư pháp. Bộ trưởng thường là Ủy viên Trung ương Đảng, Ủy viên Ban Chỉ đạo cải cách Tư pháp Trung ương.
Bí thư Tỉnh ủy Khánh Hòa, Tiến sĩ Nguyễn Hải Ninh tuyên thệ nhậm chức Bộ trưởng Bộ Tư pháp trước Quốc hội Việt Nam ngày 26 tháng 8 năm 2024.

## Chức năng và nhiệm vụ
Bộ trưởng là người đứng đầu Bộ Tư pháp, chịu trách nhiệm trước Quốc hội, Chủ tịch nước, Chính phủ, Thủ tướng Chính phủ về toàn bộ hoạt động của Bộ Tư pháp và có trách nhiệm phụ trách:
- Lãnh đạo, quản lý, chỉ đạo, điều hành mọi mặt hoạt động của Bộ theo chức năng, nhiệm vụ, quyền hạn của Bộ; những công việc thuộc thẩm quyền, trách nhiệm của Bộ và Bộ trưởng được quy định trong Luật Tổ chức Chính phủ, Quy chế làm việc của Chính phủ và các văn bản quy phạm pháp luật khác có liên quan.
- Trực tiếp chỉ đạo các lĩnh vực, nhiệm vụ công tác:
  - Chiến lược, quy hoạch, chương trình, kế hoạch công tác dài hạn, năm  năm và hàng năm;
  - Công tác chính trị, tư tưởng, tổ chức cán bộ, bảo vệ chính trị nội bộ;
  - Công tác kế hoạch - tài chính toàn ngành;
  - Cải cách pháp luật, cải cách tư pháp thuộc phạm vi, quyền hạn của Bộ.
- Phối hợp công tác giữa Bộ Tư pháp, Ban cán sự Đảng Bộ Tư pháp với các Bộ, ngành, các tỉnh, thành phố trực thuộc Trung ương, các cơ quan Trung ương của Đảng, trừ những cơ quan, tổ chức chính trị - xã hội, địa phương đã được phân công cho các Thứ trưởng trực tiếp phụ trách công tác phối hợp;
- Thực hiện nhiệm vụ của thành viên Chính phủ, thành viên hội đồng, các ban và các nhiệm vụ khác theo quy định của pháp luật hoặc do Chính phủ, Thủ tướng Chính phủ phân công.
- Phụ trách các đơn vị: Vụ Tổ chức cán bộ, Vụ Kế hoạch - Tài chính, Ban Quản lý dự án đầu tư xây dựng thuộc Bộ Tư pháp.
- Chỉ đạo công tác tư pháp của thành phố Hà Nội và Thành phố Hồ Chí Minh.[1]

### Quyền hạn
Bộ trưởng Bộ Tư pháp trực tiếp giải quyết các công việc cụ thể sau:
- Quyết định về việc tổ chức bộ máy, biên chế, cán bộ, công chức, viên chức  theo quy định;
- Quyết định thành lập, chấm dứt hoạt động, giải thể Cục và các vấn đề liên quan đến bộ máy, biên chế của Cơ quan thuộc Bộ và quyết định về danh sách bổ nhiệm, miễn nhiệm cán bộ, công chức, viên chức đi công tác nhiệm kỳ tại Cơ quan thuộc Bộ theo quy định của pháp luật;
- Quyết định bổ nhiệm, miễn nhiệm các chức vụ Tổng cục trưởng, Phó Tổng cục trưởng, Cục trưởng, Phó Cục trưởng và các chức vụ, chức danh tương đương;
- Phân công một Thứ trưởng làm Thứ trưởng Thường trực, giúp Bộ trưởng điều hành công việc chung của Bộ và phân công các Thứ trưởng phụ trách lĩnh vực công tác và điều chỉnh lĩnh vực công tác đã phân công;
- Trực tiếp giải quyết công việc có tính cấp bách và quan trọng mặc dù thuộc lĩnh vực đã được phân công của một Thứ trưởng, hay do Thứ trưởng đó đi vắng; quyết định những vấn đề còn có ý kiến khác nhau giữa các Thứ trưởng;
- Định kỳ chủ trì họp với các Thứ trưởng và nếu xét thấy cần thiết, với Trợ lý Bộ trưởng để thống nhất chủ trương, biện pháp chỉ đạo điều hành công việc của Bộ;
- Quyết định nội dung, thời gian, thành phần và chủ trì các cuộc họp quan trọng của Bộ;
- Quyết định bổ nhiệm, miễn nhiệm Hiệu trưởng, Phó Hiệu trưởng các trường Đại học và các trường Trung cấp trực thuộc Bộ
- Thực hiện các nhiệm vụ khác theo quy định của pháp luật.

## Điều kiện để trở thành Bộ trưởng Bộ Tư pháp
- Là công dân Việt Nam được sinh ra tại Việt Nam
- Là Ủy viên Trung ương Đảng[2]
- Là Đại biểu Quốc hội
- Ít nhất là 35 tuổi và tốt nghiệp Thạc sỹ Luật trở lên
- Từng giữ chức Thứ trưởng Bộ Tư pháp
- Được Thủ tướng đề cử ra ứng cử bầu giữ chức Bộ trưởng Bộ Tư pháp tại Quốc hội

## Danh sách Bộ trưởng
| STT                                    | Bộ trưởng Bộ Tư pháp   | Bộ trưởng Bộ Tư pháp                   | Nhiệm kỳ               | Nhiệm kỳ               | Chức vụ                                            | Ghi chú                                                        |
| STT                                    | Bộ trưởng Bộ Tư pháp   | Bộ trưởng Bộ Tư pháp                   | Bắt đầu                | Kết thúc               | Chức vụ                                            | Ghi chú                                                        |
| Bộ Tư pháp (1945-1959)                 | Bộ Tư pháp (1945-1959) | Bộ Tư pháp (1945-1959)                 | Bộ Tư pháp (1945-1959) | Bộ Tư pháp (1945-1959) | Bộ Tư pháp (1945-1959)                             | Bộ Tư pháp (1945-1959)                                         |
| -------------------------------------- | ---------------------- | -------------------------------------- | ---------------------- | ---------------------- | -------------------------------------------------- | -------------------------------------------------------------- |
| 1                                      |                        | Vũ Trọng Khánh (1912-1996)             | 2 tháng 9 năm 1945     | 2 tháng 3 năm 1946     | Bộ trưởng Bộ Tư pháp                               | - Bộ trưởng Tư pháp Chính phủ lâm thời - Đảng Dân chủ Việt Nam |
| 2                                      |                        | Vũ Đình Hòe (1919-2011)                | 2 tháng 3 năm 1946     | 27 tháng 5 năm 1959    | Bộ trưởng Bộ Tư pháp                               | Đảng Dân chủ Việt Nam                                          |
| Bộ Tư pháp tạm giải thể (1959-1972)    |                        |                                        |                        |                        |                                                    |                                                                |
| Ủy ban Pháp chế của Hội đồng Bộ trưởng |                        |                                        |                        |                        |                                                    |                                                                |
| 3                                      |                        | Trần Công Tường (1915-1990)            | 1 tháng 2 năm 1972     | 1 tháng 2 năm 1978     | Chủ nhiệm Ủy ban Pháp chế của Hội đồng Bộ trưởng   |                                                                |
| 4                                      |                        | Nguyễn Ngọc Minh (sinh 1917)           | 1 tháng 2 năm 1978     | 1 tháng 2 năm 1980     | Chủ nhiệm Ủy ban Pháp chế của Hội đồng Bộ trưởng   |                                                                |
| Ủy ban Pháp chế của Chính phủ          |                        |                                        |                        |                        |                                                    |                                                                |
| 5                                      |                        | Trần Quang Huy (1922-1995)             | 1 tháng 2 năm 1980     | 4 tháng 7 năm 1981     | Bộ trưởng, Chủ nhiệm Ủy ban Pháp chế của Chính phủ |                                                                |
| Bộ Tư pháp tái lập                     |                        |                                        |                        |                        |                                                    |                                                                |
| 6                                      |                        | Phan Hiền (1918-2002)                  | 4 tháng 7 năm 1981     | 15 tháng 4 năm 1992    | Bộ trưởng Bộ Tư pháp                               |                                                                |
| 7                                      |                        | Nguyễn Đình Lộc (1935-2021)            | 15 tháng 4 năm 1992    | 12 tháng 8 năm 2002    | Bộ trưởng Bộ Tư pháp                               |                                                                |
| 8                                      |                        | Tiến sĩ Uông Chu Lưu (sinh 1955)       | 12 tháng 8 năm 2002    | 23 tháng 7 năm 2007    | Bộ trưởng Bộ Tư pháp                               |                                                                |
| 9                                      |                        | PGS. Tiến sĩ Hà Hùng Cường (sinh 1953) | 23 tháng 7 năm 2007    | 8 tháng 4 năm 2016     | Bộ trưởng Bộ Tư pháp                               |                                                                |
| 10                                     |                        | Tiến sĩ Lê Thành Long (sinh 1963)      | 8 tháng 4 năm 2016     | 26 tháng 8 năm 2024    | Bộ trưởng Bộ Tư pháp                               | - Kiêm nhiệm Phó Thủ tướng Chính phủ (2024)                    |
| 11                                     |                        | Tiến sĩ Nguyễn Hải Ninh (sinh 1976)    | 26 tháng 8 năm 2024    | đương nhiệm            | Bộ trưởng Bộ Tư pháp                               |                                                                |